# 大提頓峰
大提頓峰（Grand Teton）位於美國懷俄明州西北部，是大蒂顿国家公园名稱的由來，提頓山脈（Teton Range）的最高峰，標高4,199公尺。